# Расин, Жан

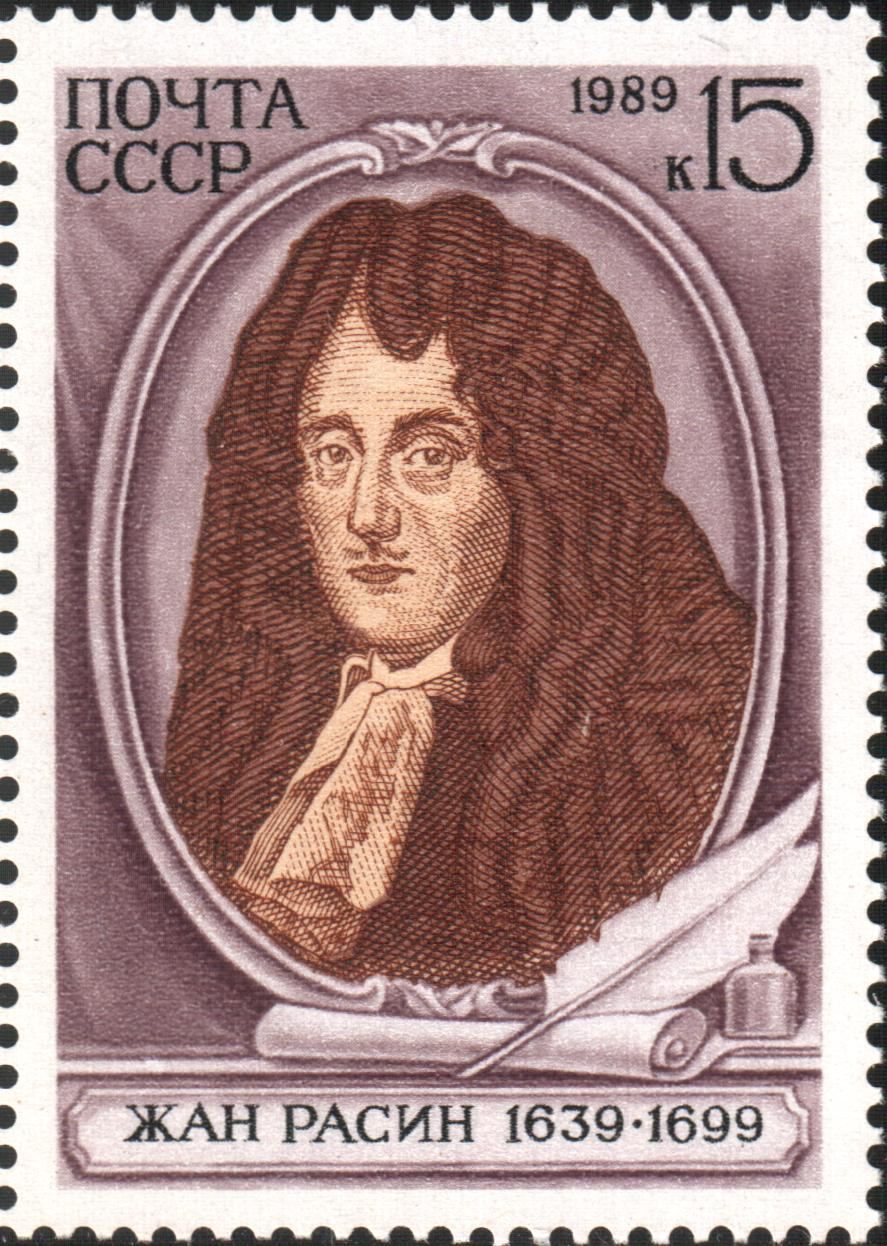
Почтовая марка СССР к 350-летию со дня рождения Жана Расина

Жан-Бати́ст Раси́н (фр. Jean-Baptiste Racine, декабрь 1639, Ла-Ферте-Милон — 21 апреля 1699[…], Париж[…]) — французский драматург и королевский историограф, один из трёх величайших драматургов Франции XVII века, наряду с Корнелем и Мольером, автор трагедий «Андромаха», «Британик», «Ифигения», «Федра». Член Французской академии (1673).

## Биография
Жан-Батист Расин родился 22 декабря 1639 года в семье чиновника налоговой службы Жана Расина (1615—1643) и был крещён на следующий день в городе Ла-Ферте-Милон (графство Валуа, ныне департамент Эн). В 1641 году при родах второго ребёнка (сестры будущего поэта, Мари) умерла мать. Отец вторично женился, но через два года умер в возрасте двадцати восьми лет. Воспитывала детей бабушка.
В 1649 году поступает в школу в Бове при монастыре Пор-Рояль. В 1655 году принят учеником в аббатство. Три года, проведённые там, оказали сильное влияние на литературное развитие Расина. Он учился у четырёх выдающихся филологов-классиков того времени (Пьер Николь, Клод Лансло, Антуан Ле Мэстр, Жан Гамон), благодаря которым стал превосходным эллинистом. Источником вдохновения для него стал конфликт между любовью к классической литературе и янсенизмом.
После обучения в парижском коллеже Аркур в 1660 году знакомится с Лафонтеном, Мольером, Буало; пишет придворную оду «Нимфа Сены» (за которую получает пенсию от Людовика XIV), а также две не дошедшие до нас пьесы.
В 1661 году переехал к дяде, бывшему священником в Юзесе, для переговоров о получении от церкви бенефиция, что дало бы ему возможность полностью отдаться литературному творчеству. Однако церковь отказала Расину, и в 1662 году (по другой версии — в 1663 году) он вернулся в Париж. Считается, что первые его пьесы, дошедшие до нас, «Фиваида, или Братья-враги» (La thebaïde, ou les frères ennemis), и «Александр Великий» (Alexandre le grand), были написаны по совету Мольера, поставившего их соответственно в 1664 и 1665 годах.
В последующие два года Расин приобрел связи при королевском дворе, в частности, обрёл покровительство королевской любовницы мадам де Монтеспан, что открыло ему путь к личной дружбе с королём Людовиком XIV.
Драматург скончался 21 апреля 1699 года. Похоронен на парижском кладбище возле церкви Сент-Этьен-дю-Монт.
Его сын — поэт и практикующий юрист Луи Расин (1692—1763).

## Творчество
Будучи наследником классической традиции, Расин брал темы в истории и античной мифологии. Сюжеты его драм рассказывают о слепой, страстной любви. Его драмы обычно относят к неоклассической трагедии; в них соблюдён традиционный канон жанра: пять действий, единство места и времени (то есть протяжённость изображаемых событий укладывается в один день, и они привязаны к одному месту).
Сюжеты пьес лаконичны, всё происходит только между персонажами, внешние события остаются «за кадром» и отражаются лишь в сознании героев, в их рассказах и воспоминаниях, они важны не сами по себе, а как психологическая предпосылка их чувств и поведения. Основные черты поэтики Расина — это простота действия и драматизм, строящийся целиком на внутреннем напряжении.
Количество слов, использованных Расином в пьесах невелико — около 4 000 (для сравнения, Шекспир использовал порядка 30 000 слов).

### Произведения
- 1660 — (фр. Amasie)
- 1660 — (фр. Les amours d’Ovide)
- 1660 — «Ода на выздоровление короля» (Ode sur la convalescence du roi)
- 1660 — «Нимфа Сены» (La Nymphe de la Seine)
- 1685 — «Идиллия мира» (Idylle sur la paix)
- 1693 — «Краткая история Пор-Рояля» (Abrégé de l’histoire de Port-Royal)
- 1694 — «Духовные песни» (Cantiques spirituels)

### Пьесы
- 1663 — «Слава музам» (фр. La Renommée aux Muses)
- 1664 — «Фиваида, или Братья-враги» (фр. La thebaïde, ou les frères ennemis)
- 1665 — «Александр Великий» (фр. Alexandre le grand)
- 1667 — Андромаха
- 1668 — Сутяги («Челобитчики»)
- 1669 — Британик
- 1670 — Береника
- 1672 — Баязет
- 1673 — Митридат
- 1674 — Ифигения
- 1677 — Федра (перевод И. Б. Чеславский (1821)[10])
- 1689 — Эсфирь
- 1691 — Гофолия («Афалия»)

### Издания
- Расин Ж. Трагедии / Издание подготовили Н. А. Жирмунская, Ю. Б. Корнеев. — Новосибирск: Наука, 1977. — 431 с. — 100 000 экз. — (Литературные памятники).
- Расин Ж. Сочинения в 2-х томах. Том 1: Стихотворения. Фиваида, или Братья-соперники. Александр Великий. Андромаха. Сутяги. Британик. Береника. — М.: Искусство. 1984. — 440 с.
- Расин Ж. Сочинения в 2-х томах. Том 2: Баязид. Митридат. Ифигения. Федра. Есфирь. Гофолия. Комментарии. — М.: Искусство. 1984. — 464 с.